# Albania's Next Top Model
Albania's Next Top Model es un reality documental y la versión albanesa del show de Tyra Banks' America's Next Top Model. En él se expone a un grupo de concursantes a una serie de desafíos y photoshoots, y la ganadora de la competencia obtiene el título de Albania's Next Top Model.
El primer Ciclo estuvo presentado por Aurela Hoxha y fue emitido por Top Channel. Dos concursantes fueron descalificadas tras un enfrentamiento físico, y dos nuevas concursantes fueron incorporadas a la competencia. La ganadora fue la joven de 15 años Erida Lama.
El segundo Ciclo comenzó en junio de 2011.

## Ciclos
| Ciclo | Fecha de estreno       | Ganadora   | Primer Finalista | Otras concursantes en orden de eliminación | Número de concursantes | Destino Internacional |
| ----- | ---------------------- | ---------- | ---------------- | --- | ---------------------- | --------------------- |
| 1     | 6 de diciembre de 2010 | Erida Lama | Tatjana Ramadani | Marianthi Koci, Enkelejda Dukaj, Odeta Cuedari, Franceska Jocaj y Florinda Marashi (Descalificadas), Alsona Ivani (Abandona), Ksela Lara, Eralda Hoxhaj, Esterina Tafili, Stela Cara, Valbona Shahini, Jehona Krasniqi (Abandona), Adela Veizi, Nina Zeneli, Sonia Mulaj, Edna Cane, Ergi Ceka, Erkida Hunci, Keidi Jashari, Lorena Skana | 22                     | Pristina              |
| 2     | 15 de junio de 2011    | Elena Lika | Sara Andraj      | Lume Ibraj, Dorisa Kacorra, Anisa Karih, Eranda Hazizaj, Erma Balla, Esterina Lonj, Atjola Hajdari, Sidorela Sefolli (quit), Enxhi Benga, Dorina Gegici, Sonja Vhang, Alisa Beqiraj, Greis Drenn, Ina Tariqan, Franceska Tijana, Rezina Gjergjaliaj                                                                                       | 18                     | Roma                  |

## Primera temporada

### Participantes
| Nombre           | Edad | Resultado                           | Sent. | Tiempo |
| ---------------- | ---- | ----------------------------------- | ----- | ------ |
| Erida Lama       | 15   | Ganadora de Top Model Albania       |       |        |
| Tatjana Ramadani | 19   | Finalista de Top Model Albania      |       |        |
| Lorena Skana     | 17   | 18.ª Eliminada de Top Model Albania |       |        |